# Lorrez-le-Bocage-Préaux
Pour les articles homonymes, voir Préaux.
Lorrez-le-Bocage-Préaux est une commune française située dans le département de Seine-et-Marne en région Île-de-France.

## Géographie

### Localisation
La commune est située à environ 18,8 kilomètres à l’est  de Nemours.

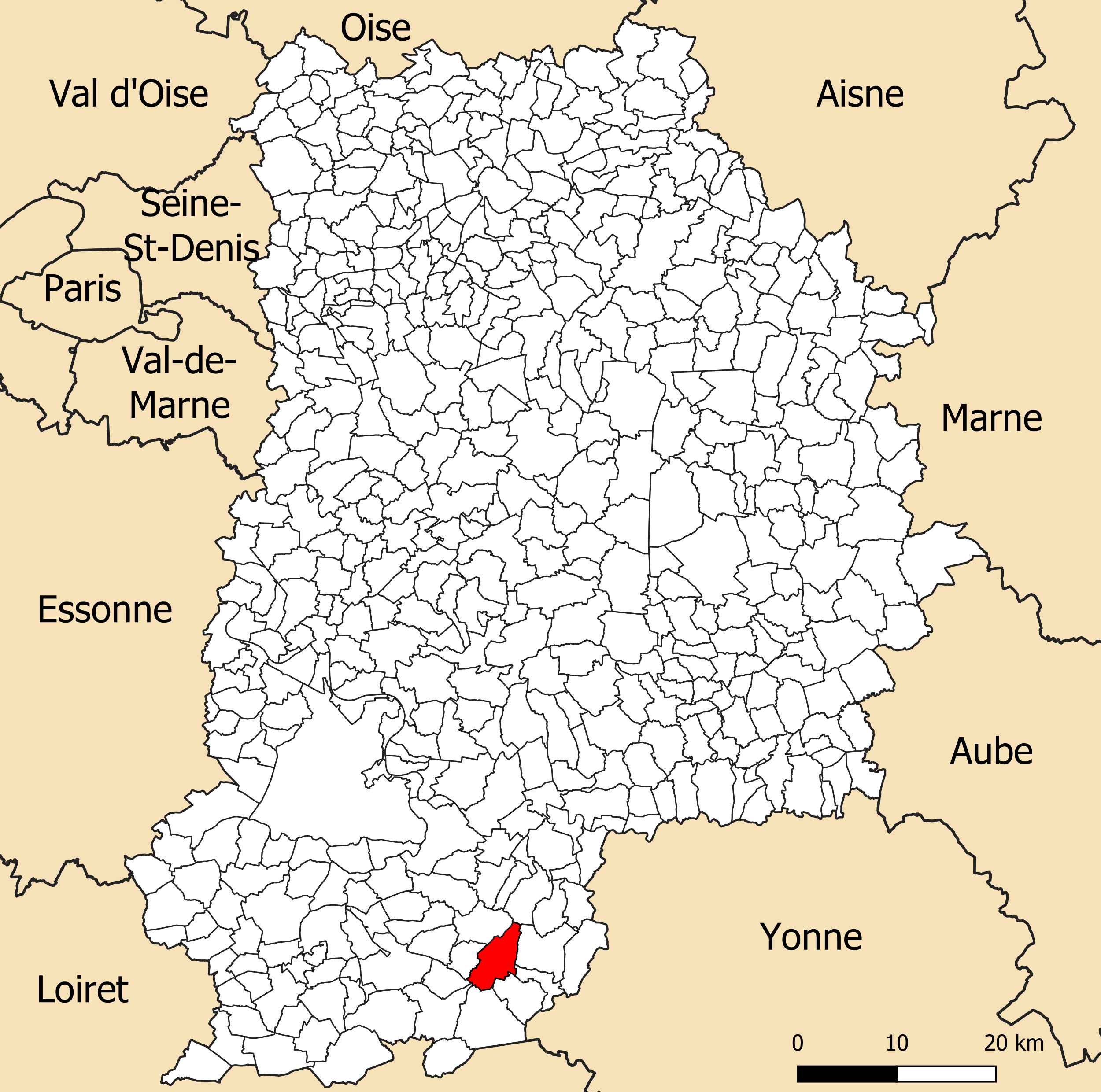
Localisation de la commune de Lorrez-le-Bocage-Préaux dans le département de Seine-et-Marne.

### Communes limitrophes
| Villemaréchal          | Thoury-Férottes         | Chevry-en-Sereine |
| Paley                  | Lorrez-le-Bocage-Préaux | Vaux-sur-Lunain   |
| Remauville Chaintreaux | Égreville               | Villebéon         |

### Géologie et relief
Le village de Lorrez-le-Bocage est construit dans la vallée au bord du Lunain, entre Vaux-sur-Lunain et Paley. Préaux se situe sur le plateau. L'alternance de bois et de champs est typique de la région.
La commune est classée en zone de sismicité 1, correspondant à une sismicité très faible.

### Hydrographie

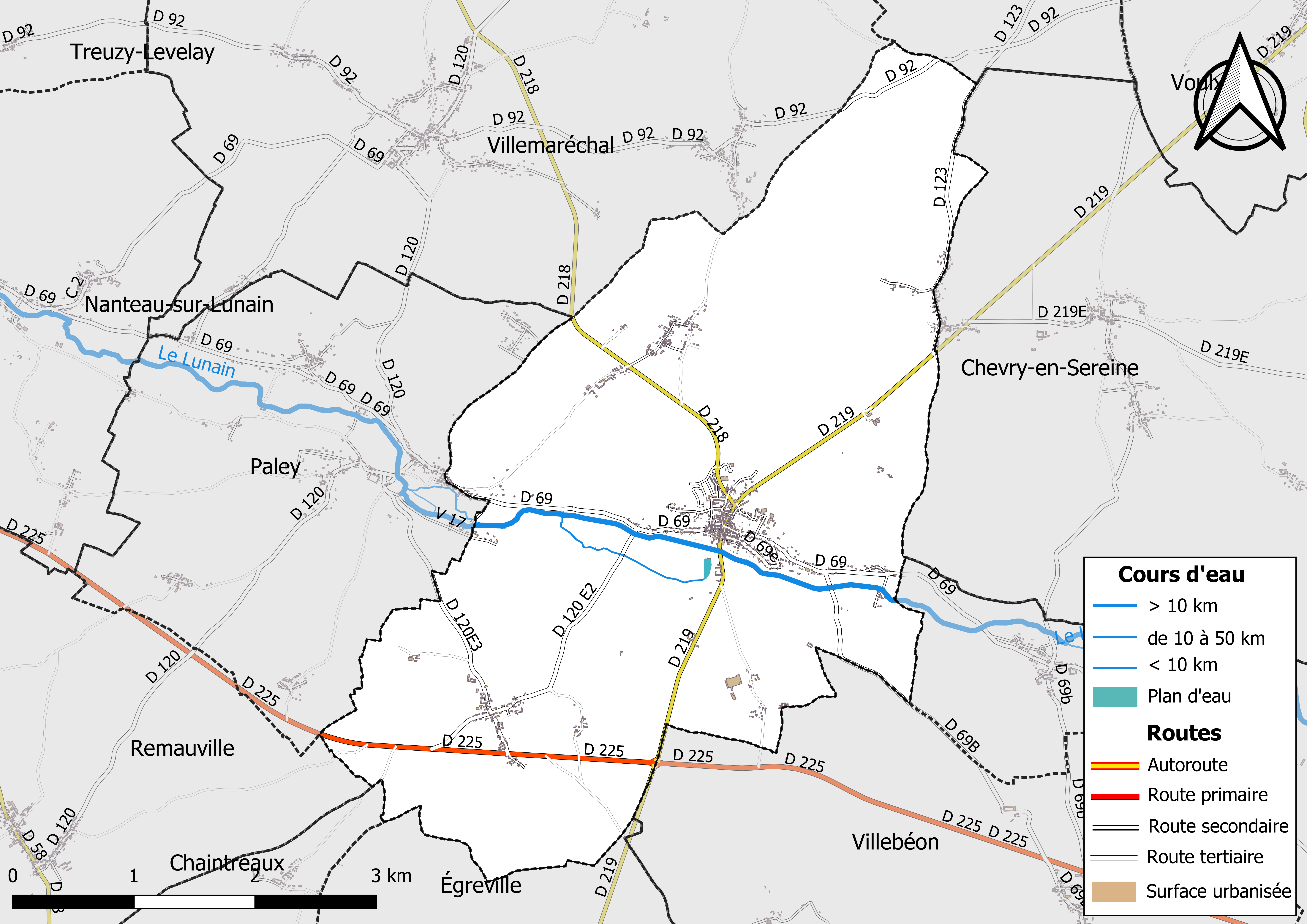
Carte des réseaux hydrographique et routier de Lorrez-le-Bocage-Préaux.

Le réseau hydrographique de la commune se compose de trois cours d'eau référencés :
- la rivière le Lunain, longue de 51,45 km[2], affluent du Loing, ainsi que :
  - un bras de 0,86 km[3] ;
  - le cours d'eau 01 du Moulin des Bretins, 1,43 km[4], qui conflue avec le Lunain.

La longueur totale des cours d'eau sur la commune est de 5,18 km.

### Climat
Pour des articles plus généraux, voir Climat de l'Île-de-France et Climat de Seine-et-Marne.
En 2010, le climat de la commune est de type climat océanique dégradé des plaines du Centre et du Nord, selon une étude du CNRS s'appuyant sur une série de données couvrant la période 1971-2000. En 2020, Météo-France publie une typologie des climats de la France métropolitaine dans laquelle la commune est exposée à un climat océanique altéré et est dans la région climatique Nord-est du bassin Parisien, caractérisée par un ensoleillement médiocre, une pluviométrie moyenne régulièrement répartie au cours de l’année et un hiver froid (3 °C).
Pour la période 1971-2000, la température annuelle moyenne est de 11 °C, avec une amplitude thermique annuelle de 15,6 °C. Le cumul annuel moyen de précipitations est de 708 mm, avec 11,7 jours de précipitations en janvier et 7,4 jours en juillet. Pour la période 1991-2020, la température moyenne annuelle observée sur la station météorologique la plus proche, située sur la commune de La Brosse-Montceaux à 15 km à vol d'oiseau, est de 12,0 °C et le cumul annuel moyen de précipitations est de 652,9 mm,. Pour l'avenir, les paramètres climatiques de la commune estimés pour 2050 selon différents scénarios d'émission de gaz à effet de serre sont consultables sur un site dédié publié par Météo-France en novembre 2022.

### Milieux naturels et biodiversité

#### Réseau Natura 2000

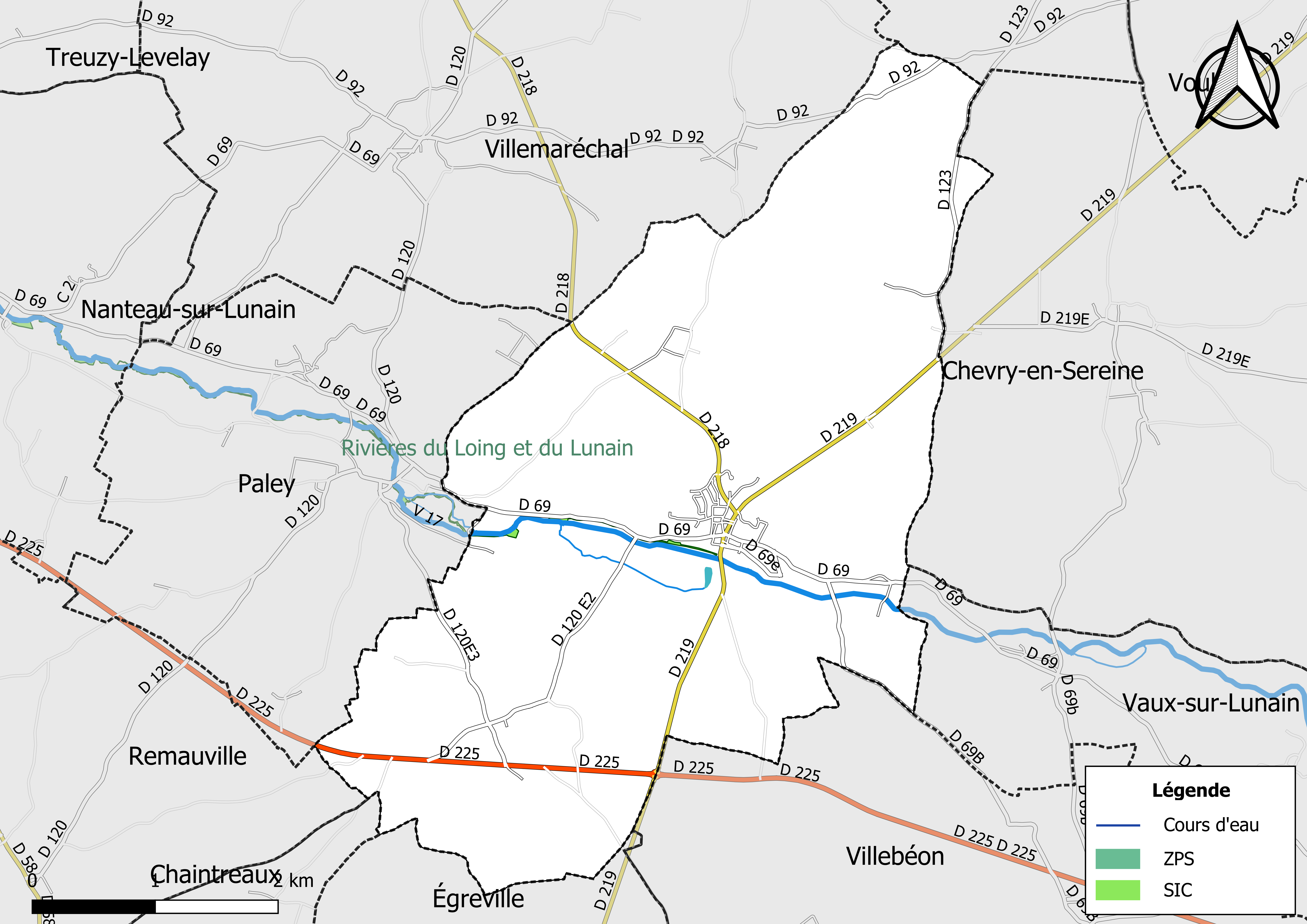
Sites Natura 2000 sur le territoire communal.

Le réseau Natura 2000 est un réseau écologique européen de sites naturels d’intérêt écologique élaboré à partir des Directives « Habitats » et « Oiseaux ». Ce réseau est constitué de Zones spéciales de conservation (ZSC) et de Zones de protection spéciale (ZPS). Dans les zones de ce réseau, les États Membres s'engagent à maintenir dans un état de conservation favorable les types d'habitats et d'espèces concernés, par le biais de mesures réglementaires, administratives ou contractuelles.
Un site Natura 2000 a été défini sur la commune au titre de la « directive Habitats », : 
- les « Rivières du Loing et du Lunain », d'une superficie de 400 ha, deux vallées de qualité remarquable pour la région Île-de-France accueillant des populations piscicoles diversifiées dont le Chabot, la Lamproie de Planer, la Loche de Rivière et la Bouvière[14],[15].

#### Zones naturelles d'intérêt écologique, faunistique et floristique

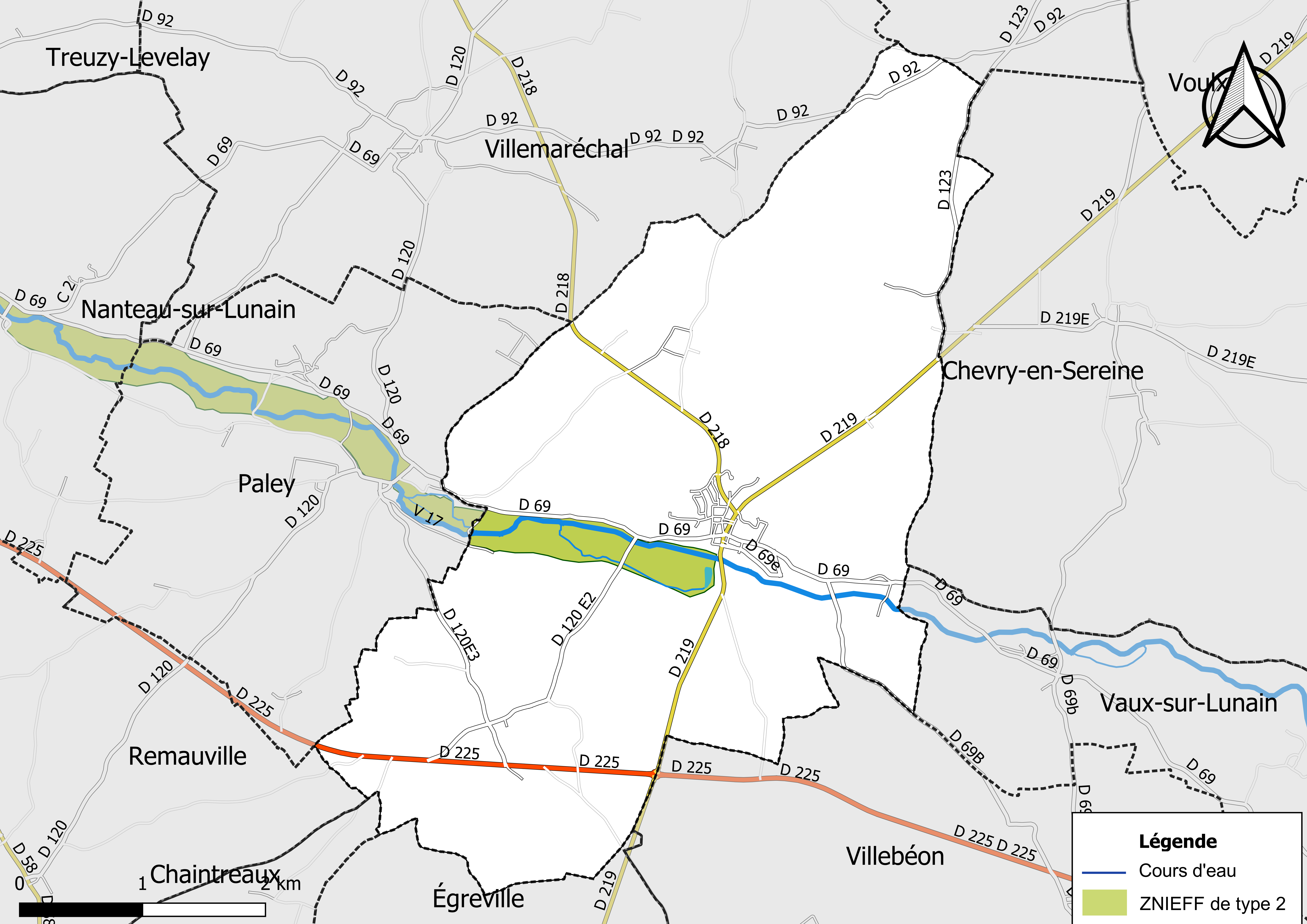
Carte des ZNIEFF de type 2 localisées sur la commune.

L’inventaire des zones naturelles d'intérêt écologique, faunistique et floristique (ZNIEFF) a pour objectif de réaliser une couverture des zones les plus intéressantes sur le plan écologique, essentiellement dans la perspective d’améliorer la connaissance du patrimoine naturel national et de fournir aux différents décideurs un outil d’aide à la prise en compte de l’environnement dans l’aménagement du territoire.
Le territoire communal de Lorrez-le-Bocage-Préaux comprend une ZNIEFF de type 2,,, 
la « vallée du Lunain entre Episy et Lorrez-Le-Bocage » (1 224,01 ha), couvrant 9 communes du département.

## Urbanisme

### Typologie
Au 1er janvier 2024, Lorrez-le-Bocage-Préaux est catégorisée commune rurale à habitat dispersé, selon la nouvelle grille communale de densité à sept niveaux définie par l'Insee en 2022.
Elle est située hors unité urbaine. Par ailleurs la commune fait partie de l'aire d'attraction de Paris, dont elle est une commune de la couronne,. Cette aire regroupe 1 929 communes,.

### Lieux-dits et écarts
La commune compte 142 lieux-dits administratifs répertoriés consultables ici (source : le fichier Fantoir) dont Villenouette, les Charrons, Normandie, Préaux, le Pontceau, le Petit Creilly, Montanthiaume, le Grand Creilly, Villeflambeau, Géfontaine.

### Occupation des sols
L'occupation des sols de la commune, telle qu'elle ressort de la base de données européenne d’occupation biophysique des sols Corine Land Cover (CLC), est marquée par l'importance des territoires agricoles (76,5 % en 2018), une proportion sensiblement équivalente à celle de 1990 (77,2 %). La répartition détaillée en 2018 est la suivante : 
terres arables (66,7% ), forêts (20,5% ), zones agricoles hétérogènes (9,8% ), zones urbanisées (3% ), mines, décharges et chantiers (0,1 %).
Parallèlement, L'Institut Paris Région, agence d'urbanisme de la région Île-de-France, a mis en place un inventaire numérique de l'occupation du sol de l'Île-de-France, dénommé le MOS (Mode d'occupation du sol), actualisé régulièrement depuis sa première édition en 1982. Réalisé à partir de photos aériennes, le Mos distingue les espaces naturels, agricoles et forestiers mais aussi les espaces urbains (habitat, infrastructures, équipements, activités économiques, etc.) selon une classification pouvant aller jusqu'à 81 postes, différente de celle de Corine Land Cover,,. L'Institut met également à disposition des outils permettant de visualiser par photo aérienne l'évolution de l'occupation des sols de la commune entre 1949 et 2018.

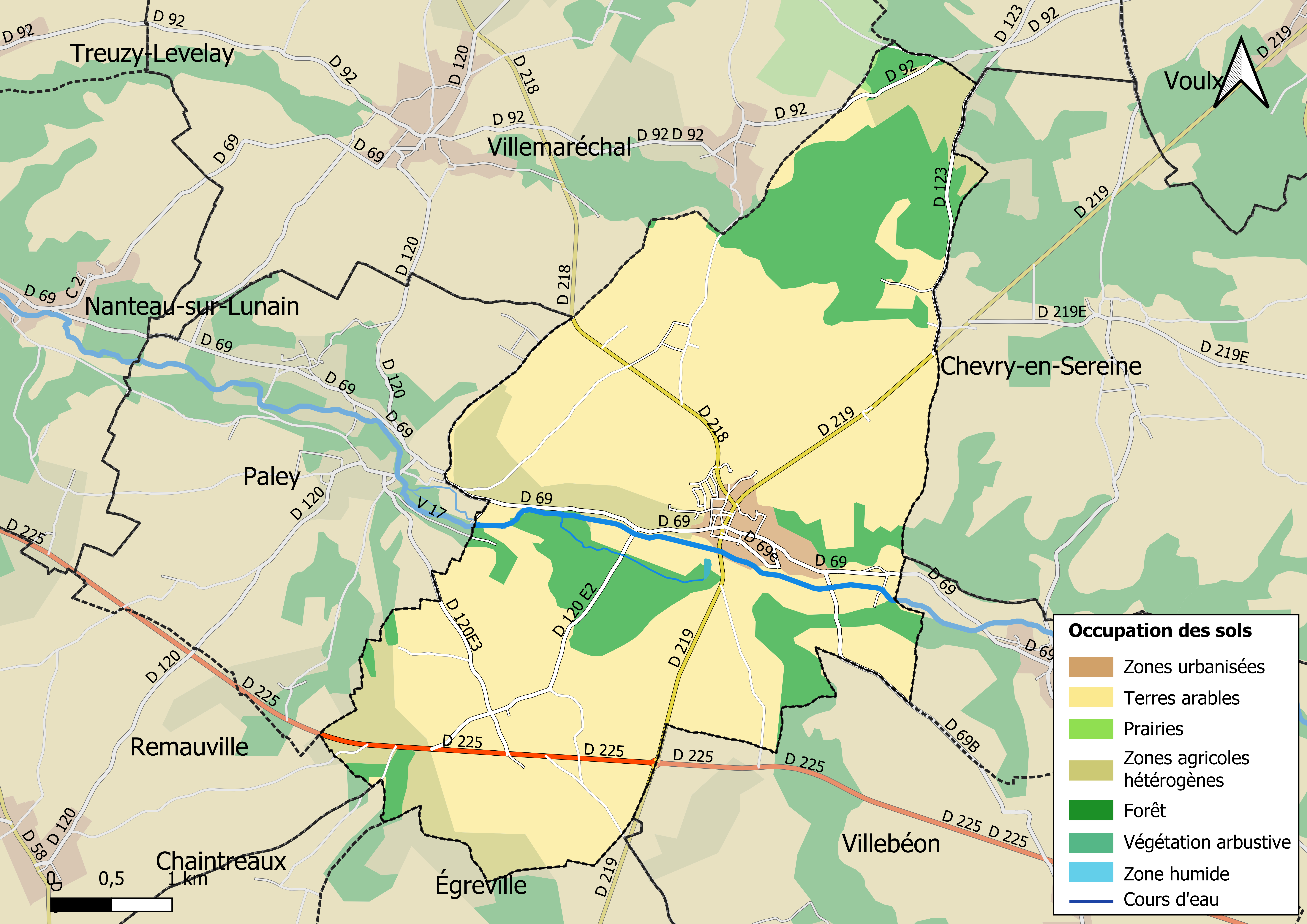
Carte des infrastructures et de l'occupation des sols en 2018 (CLC) de la commune.
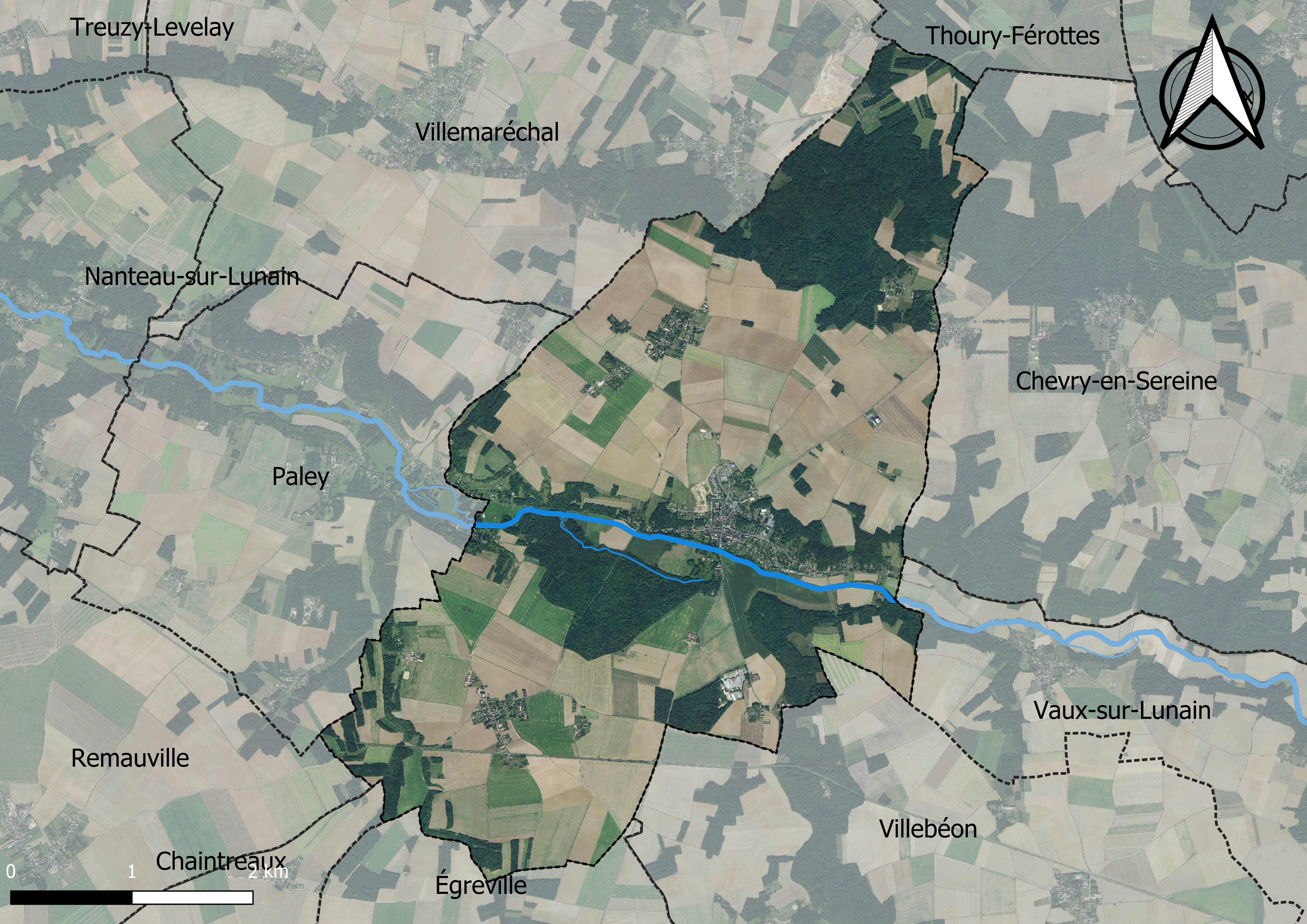
Carte orhophotogrammétrique de la commune.

### Planification
La loi SRU du 13 décembre 2000 a incité les communes à se regrouper au sein d’un établissement public, pour déterminer les partis d’aménagement de l’espace au sein d’un SCoT, un document d’orientation stratégique des politiques publiques à une grande échelle et à un horizon de 20 ans et s'imposant aux documents d'urbanisme locaux, les PLU (Plan local d'urbanisme). La commune est dans le territoire du SCOT Nemours Gâtinais, approuvé le 5 juin 2015 et porté par le syndicat mixte d’études et de programmation (SMEP) Nemours-Gâtinais.
La commune disposait en 2019 d'un plan local d'urbanisme en révision. Le zonage réglementaire et le règlement associé peuvent être consultés sur le Géoportail de l'urbanisme.

### Logement
En 2016, le nombre total de logements dans la commune était de  691 dont 83,2 % de maisons et 16,1 % d’appartements.
Parmi ces logements, 77,8 % étaient des résidences principales, 8,6 % des résidences secondaires et 13,5 % des logements vacants.
La part des ménages fiscaux propriétaires de leur résidence principale s’élevait à 66,9 % contre 28,4 % de locataires dont, 12,3 % de logements HLM loués vides (logements sociaux) et, 4,7 % logés gratuitement.

### Voies de communication et transports

#### Transports
La commune est desservie par la ligne d’autocars No 9A du réseau réseau de bus Vallée du Loing - Nemours.

## Toponymie
Lorrez-le-Bocage est mentionné sous les formes Ecclesia de Lorreio en 1134 ; Lorriacum en 1147 ; « Villa que vocatur Lorreium que sita est super aquam Lunain » en 1169 ; Lorri super Lunain en 1169 ; Lorretum in Boscagio en 1205 ; Lorriacum in Boscagio en 1220 ; Lorretum in Boschagio et Loretum de Bochagio en 1264 ; Lorriz ou Boscage en 1331 ; Lorrez le Boucage en 1367 ; Lorries le Boscage en 1382 ; Lorris le Boucage en 1396 ; Lorrez le Bouschage en 1410 ; Lorez le Bocage en 1604 ; Lorrez en l'an IX.

Lorrez-le-Bocage : du gaulois lautro ( « bain » ou « rivière ») et le suffixe gaulois -ate. Le Bocage, au sens de « petit bois ». À l'époque gallo-romaine, le domaine appartenait à Laurus d'où Lorriacum en 1147 "domaine de Laurus" à l'origine sans doute du nom actuel.
Le 15 décembre 1972, Préaux est rattaché par arrêté préfectoral à Lorrez-le-Bocage pour former Lorrez-le-Bocage-Préaux.
Préaux est mentionné sous les formes Apud Perellos en 1169 ; Priaus en 1198 ; Perreaulx de lez Lorez le Boscage en 1384 ; Perriaux en Gastinois près de Lorris le Boccage en 1396.

Le toponyme Préaux est issu de l'ancien français préau, « petit pré ».

## Histoire
Don Morin, historien du Gâtinais, écrivait déjà au XVIe siècle : « Lorrez le Bocage est une villette et maison de plaisance située dans les bois et c'est une terre belle, demeure plaisante et agréable à la vue à cause des fontaines qui ruissellent de tous côtés ».
Située dans la vallée verdoyante du Lunain, affluent du Loing, elle a gardé aujourd'hui le caractère agreste et pittoresque d'autrefois.
Au XIIe siècle, sous le règne de Louis VI Le Gros, vers 1131, Lorri super Lunan est entouré d'une enceinte fortifiée comportant 13 tours et portes fortifiées.
La guerre de Cent Ans causa sans doute quelques dégâts aux fortifications puisqu'en 1542 François Ier établit une ordonnance pour reconstruire les fortifications de Lorrez le Bouschage. Ces fortifications formaient un carré limité au nord par l'église et au sud par le Lunain. La courtine mesurait 0,75 m d'épaisseur et entre 3,30 m et 3,40 m de hauteur. Les murailles s'étendaient sur un peu plus d'un kilomètre de longueur et étaient bordées par des fossés de 10 m de large et 3 m de profondeur. Elles étaient construites en moellons et pierres de taille, en calcaire de Champigny. Au XIXe siècle, lorsqu'elles ne furent plus d'aucune utilité, le conseil municipal, en sa délibération de février 1883, décida de leur aliénation, sauf "la tourelle (Tour du Moulin) qui mérite d'être conservée et qui restera la propriété de la commune". Le produit de la vente devait servir à sa réfection.
Plusieurs rois de France apprécièrent le site et firent des séjours à Lorrez : il s'agit de Philippe Auguste, de Saint Louis en 1256 et de Philippe VI de Valois. C'est au cours d'un de ses séjours que la reine Blanche de Castille mit au monde, à Lorrez, Alphonse et Jean, des jumeaux, le 26 janvier 1213.
Le 1er mars 1789, les cahiers de doléances de Lorrez font état des réclamations suivantes :
- Égalité devant l'impôt et sa réduction
- Diminution des frais de justice
- Libre circulation des biens et des denrées
- Budget spécial pour les plus pauvres
- Droits aux soins médicaux.

## Politique et administration

### Liste des maires
| Période                                  | Période                         | Identité                             | Étiquette    | Qualité                                      |
| ---------------------------------------- | ------------------------------- | ------------------------------------ | ------------ | -------------------------------------------- |
| Les données manquantes sont à compléter. |                                 |                                      |              |                                              |
| 1824                                     | 1834                            | Jean Louis Desrez                    |              |                                              |
| 1834                                     | 1847                            | Charles Étienne Laurent (né en 1794) |              | Propriétaire, conseiller d'arrondissement    |
| 1847                                     | 1870                            | Jean Baptiste Pascal                 |              |                                              |
| 1870                                     | 1879                            | Denis Alfred Limosin                 |              |                                              |
| 1879                                     | 1882                            | Emile Viré                           |              |                                              |
| 1882                                     | 1898                            | Gabriel Jacques Louis Préau          |              |                                              |
| 1903                                     | 1908                            | Lucien Rameau                        |              |                                              |
| 1908                                     | 1911                            | Henri Lez                            |              |                                              |
| 1911                                     | 1912                            | Zéphirin Pérault                     |              |                                              |
| 1912                                     | 1919                            | Joseph Girardin                      |              |                                              |
| 1919                                     | 1925                            | Raymond Repellin                     |              |                                              |
| 1925                                     | 1936                            | Louis Emile Bru                      |              |                                              |
| 1937                                     | 1945                            | Mathurin Béry                        |              |                                              |
| 1945                                     | 1956                            | Jean Pacaud                          |              |                                              |
| 1956                                     | 1959                            | Camille Bachas                       |              |                                              |
| 1959                                     | 1959                            | Hubert de la Rochefoucauld           |              |                                              |
| mars 1959                                | mars 1965                       | René Belin                           | PSD          | Ancien ministre du Travail (Régime de Vichy) |
| 1965                                     | 1977                            | Christian Westphal                   |              |                                              |
| 1977                                     | 1979                            | Jean Garnesson                       |              |                                              |
| 1979                                     | 1995                            | Elisabeth Mignard                    |              |                                              |
| juin 1995                                | mars 2014                       | Claude Hurtault                      | DVG          | Enseignant                                   |
| mars 2014                                | En cours (au 30 septembre 2023) | Yves Boyer                           | DVD puis HOR | Retraité                                     |

### Jumelages
| Ville | Ville         | Pays | Pays      | Période                |
| ----- | ------------- | ---- | --------- | ---------------------- |
|       | Himmelpforten |      | Allemagne | depuis le 23 juin 1990 |

## Équipements et services

### Eau et assainissement
L’organisation de la distribution de l’eau potable, de la collecte et du traitement des eaux usées et pluviales relève des communes. La loi NOTRe de 2015 a accru le rôle des EPCI à fiscalité propre en leur transférant cette compétence. Ce transfert devait en principe être effectif au 1er janvier 2020, mais la loi Ferrand-Fesneau du 3 août 2018 a introduit la possibilité d’un report de ce transfert au 1er janvier 2026,.

#### Assainissement des eaux usées
En 2020, la commune de Lorrez-le-Bocage-Préaux gère le service d’assainissement collectif (collecte, transport et dépollution) en régie directe, c’est-à-dire avec ses propres personnels.
L’assainissement non collectif (ANC) désigne les installations individuelles de traitement des eaux domestiques qui ne sont pas desservies par un réseau public de collecte des eaux usées et qui doivent en conséquence traiter elles-mêmes leurs eaux usées avant de les rejeter dans le milieu naturel. Le SIAAEP du Bocage assure pour le compte de la commune le service public d'assainissement non collectif (SPANC), qui a pour mission de vérifier la bonne exécution des travaux de réalisation et de réhabilitation, ainsi que le bon fonctionnement et l’entretien des installations,.

#### Eau potable
En 2020, l'alimentation en eau potable est assurée par le SIAAEP du Bocage qui en a délégué la gestion à une entreprise privée, dont le contrat expire le 31 décembre 2029,,.
Les nappes de Beauce et du Champigny sont classées en zone de répartition des eaux (ZRE), signifiant un déséquilibre entre les besoins en eau et la ressource disponible. Le changement climatique est susceptible d’aggraver ce déséquilibre. Ainsi afin de renforcer la garantie d’une distribution d’une eau de qualité en permanence sur le territoire du département, le troisième Plan départemental de l’eau signé, le 3 octobre 2017, contient un plan d’actions afin d’assurer avec priorisation la sécurisation de l’alimentation en eau potable des Seine-et-Marnais. A cette fin a été préparé et publié en décembre 2020 un schéma départemental d’alimentation en eau potable de secours dans lequel huit secteurs prioritaires sont définis. La commune fait partie du secteur Bocage.

## Population et société

### Démographie
L'évolution du nombre d'habitants est connue à travers les recensements de la population effectués dans la commune depuis 1793. Pour les communes de moins de 10 000 habitants, une enquête de recensement portant sur toute la population est réalisée tous les cinq ans, les populations de référence des années intermédiaires étant quant à elles estimées par interpolation ou extrapolation. Pour la commune, le premier recensement exhaustif entrant dans le cadre du nouveau dispositif a été réalisé en 2008.

En 2022, la commune comptait 1 244 habitants, en évolution de −1,27 % par rapport à 2016 (Seine-et-Marne : +3,92 %, France hors Mayotte : +2,11 %).
| 1793 | 1800 | 1806 | 1821 | 1831 | 1836 | 1841 | 1846 | 1851 |
| ---- | ---- | ---- | ---- | ---- | ---- | ---- | ---- | ---- |
| 750  | 664  | 602  | 559  | 800  | 902  | 882  | 920  | 905  |

| 1856 | 1861 | 1866 | 1872 | 1876 | 1881 | 1886 | 1891 | 1896 |
| ---- | ---- | ---- | ---- | ---- | ---- | ---- | ---- | ---- |
| 868  | 900  | 911  | 910  | 854  | 881  | 875  | 984  | 914  |

| 1901 | 1906 | 1911 | 1921 | 1926 | 1931 | 1936 | 1946 | 1954 |
| ---- | ---- | ---- | ---- | ---- | ---- | ---- | ---- | ---- |
| 962  | 922  | 961  | 750  | 719  | 747  | 733  | 705  | 697  |

| 1962 | 1968 | 1975 | 1982  | 1990  | 1999  | 2006  | 2008  | 2013  |
| ---- | ---- | ---- | ----- | ----- | ----- | ----- | ----- | ----- |
| 654  | 646  | 988  | 1 051 | 1 192 | 1 265 | 1 251 | 1 247 | 1 283 |

| 2018  | 2022  | - | - | - | - | - | - | - |
| ----- | ----- | - | - | - | - | - | - | - |
| 1 199 | 1 244 | - | - | - | - | - | - | - |

### Enseignement
Le collège Jacques-Prévert regroupe les élèves des seize communes du canton. Il existe aussi une école primaire et une école maternelle.

### Manifestations culturelles et festivités
- Espace d'art contemporain international du Bocage à Lorrez-le-Bocage. Les premières Rencontres internationales d’art contemporain de Seine-et-Marne 2005 ont permis au grand public venu nombreux de découvrir neuf grands artistes contemporains dont les œuvres furent exposés dans trois lieux prestigieux : l’Espace d’art contemporain international de Lorrez-le-Bocage, l’abbaye de Cercanceaux et le château de Nanteau-sur-Lunain travaillent en synergie depuis 2005.
- « Jardins en Gâtinais », dans le parc du château de la Motte, organisé chaque année en mars depuis 1994 par le Rotary-club de Montereau au profit de ses œuvres caritatives. De nombreux produits y sont présents, plantes et fleurs, outils de jardinage, vins et produits gastronomiques du terroir, et quelques œuvres artistiques.

## Économie

### Revenus de la population et fiscalité
En 2018, le nombre de ménages fiscaux de la commune était de 503, représentant 1 185 personnes et la  médiane du revenu disponible par unité de consommation  de 22 270 euros.

### Emploi
En 2017 , le nombre total d’emplois dans la zone était de 294, occupant 515 actifs  résidants.
Le taux d'activité de la population (actifs ayant un emploi) âgée de 15 à 64 ans s'élevait à 65,6 % contre un taux de chômage de 10,9 %.
Les 23,5 % d’inactifs se répartissent de la façon suivante : 8,8 % d’étudiants et stagiaires non rémunérés, 8 % de retraités ou préretraités et 6,6 % pour les autres inactifs.

### Secteurs d'activité

#### Entreprises et commerces
En 2019, le nombre d’unités légales et d’établissements (activités marchandes hors agriculture) par secteur d'activité était de 68 dont cinq dans l’industrie manufacturière, industries extractives et autres, huit dans la construction, douze dans le commerce de gros et de détail, transports, hébergement et restauration, un dans l’information et communication, un dans les activités financières et d'assurance, quatorze dans les activités spécialisées, scientifiques et techniques et activités de services administratifs et de soutien, dix-huit dans l’administration publique, enseignement, santé humaine et action sociale et huit étaient relatifs aux autres activités de services.
En 2020, 8 entreprises ont été créées sur le territoire de la commune, dont six individuelles.
Au 1er janvier 2021, la commune ne disposait pas d’hôtel ou de terrain de camping.

#### Agriculture
Lorrez-le-Bocage-Préaux est dans la petite région agricole dénommée la « Bocage gâtinais », à l'extrême sud du département. En 2010, l'orientation technico-économique de l'agriculture sur la commune est la culture de céréales et d'oléoprotéagineux (COP).
Si la productivité agricole de la Seine-et-Marne se situe dans le peloton de tête des départements français, le département enregistre un double phénomène de disparition des terres cultivables (près de 2 000 ha par an dans les années 1980, moins dans les années 2000) et de réduction d'environ 30 % du nombre d'agriculteurs dans les années 2010. Cette tendance se retrouve au niveau de la commune où le nombre d’exploitations est passé de 20 en 1988 à 11 en 2010. Parallèlement, la taille de ces exploitations augmente, passant de 74 ha en 1988 à 187 ha en 2010.
Le tableau ci-dessous présente les principales caractéristiques des exploitations agricoles de Lorrez-le-Bocage-Préaux, observées sur une période de 22 ans : 
|                                      | 1988  | 2000  | 2010  |
| ------------------------------------ | ----- | ----- | ----- |
| Dimension économique,                |       |       |       |
| Nombre d’exploitations (u)           | 20    | 14    | 11    |
| Travail (UTA)                        | 27    | 28    | 21    |
| Surface agricole utilisée (ha)       | 1 487 | 1 726 | 2 062 |
| Cultures                             |       |       |       |
| Terres labourables (ha)              | 1 465 | 1 715 | 2 046 |
| Céréales (ha)                        | 956   | 1 047 | 1 222 |
| dont blé tendre (ha)                 | 680   | 814   | 757   |
| dont maïs-grain et maïs-semence (ha) | 122   | 73    | s     |
| Tournesol (ha)                       | 181   | s     | s     |
| Colza et navette (ha)                | 64    | 204   | 393   |
| Élevage                              |       |       |       |
| Cheptel (UGBTA)                      | 95    | 75    | 49    |

## Culture locale et patrimoine

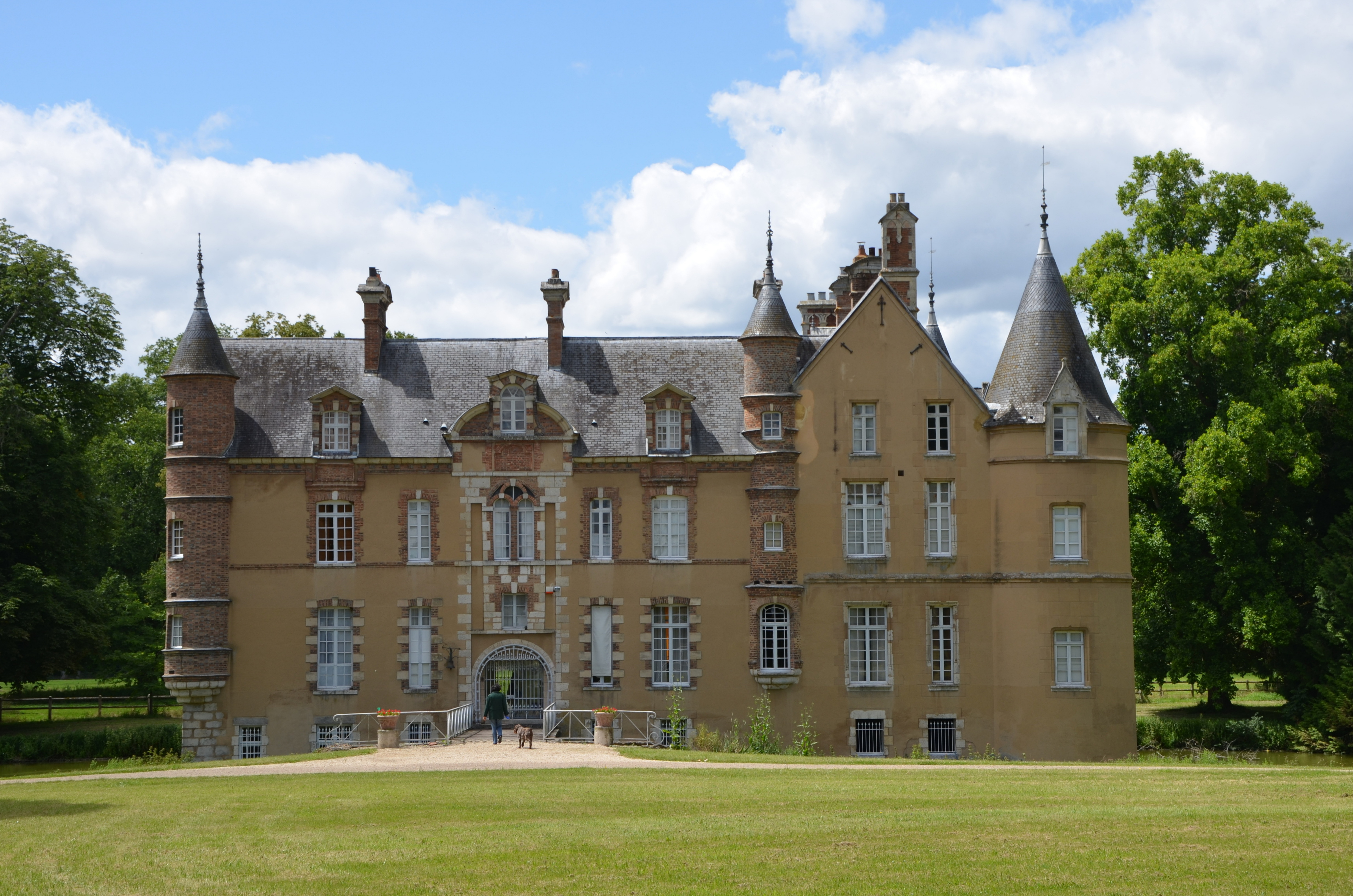
Le château de La Motte.

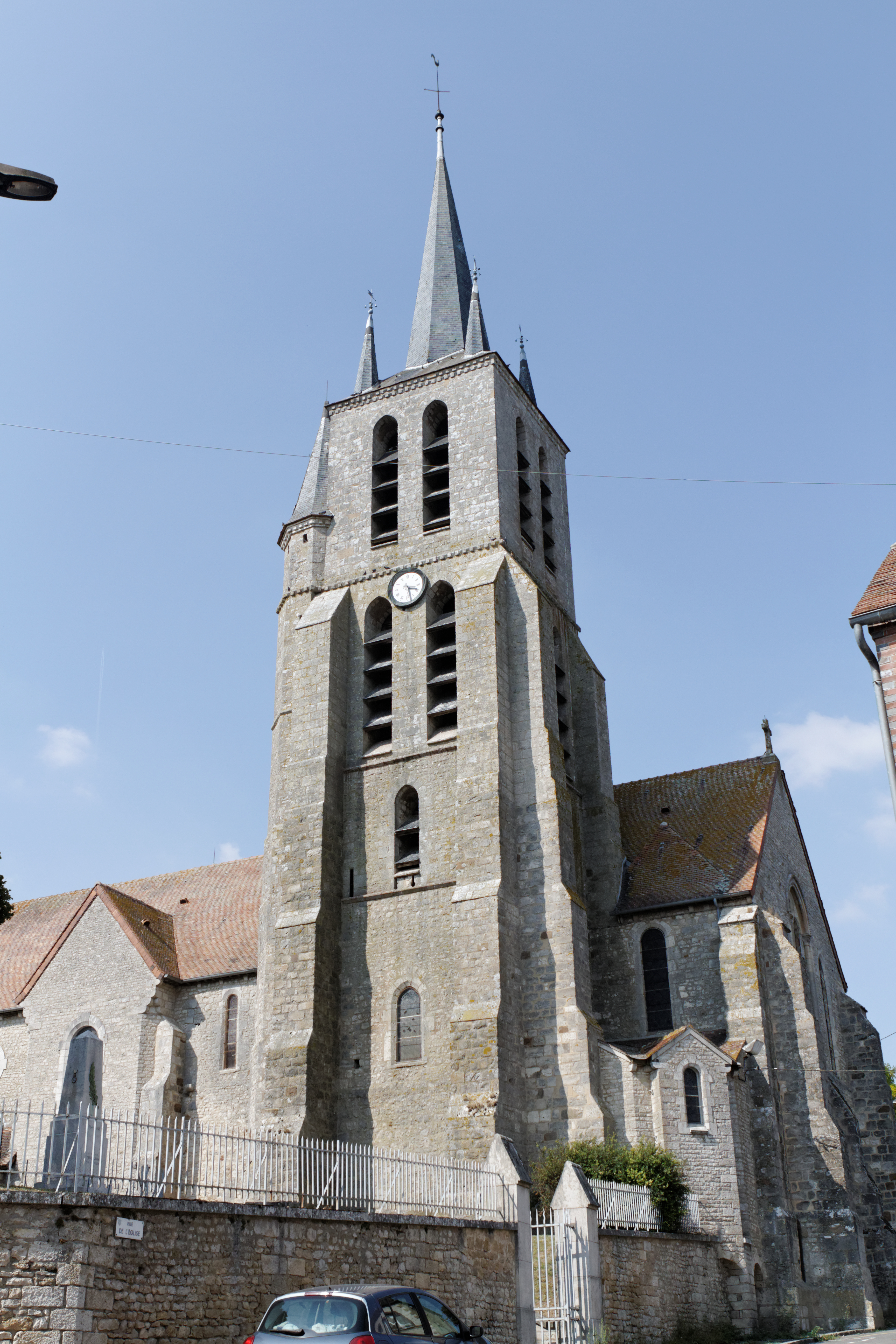
L'église Sainte-Anne de Lorrez-le-Bocage.

### Lieux et monuments
- Vieille Tour de Lorrez-le-Bocage[66] ;
- Lavoir ;
- Anciennes fortifications
- Château de la Motte[67] ;
- Jardin d'agrément et parc dit parc du château de la Motte[68] ;
- Croix de justice, dite « Croix Percée », XVIIe siècle[69],[70].

### Patrimoine religieux

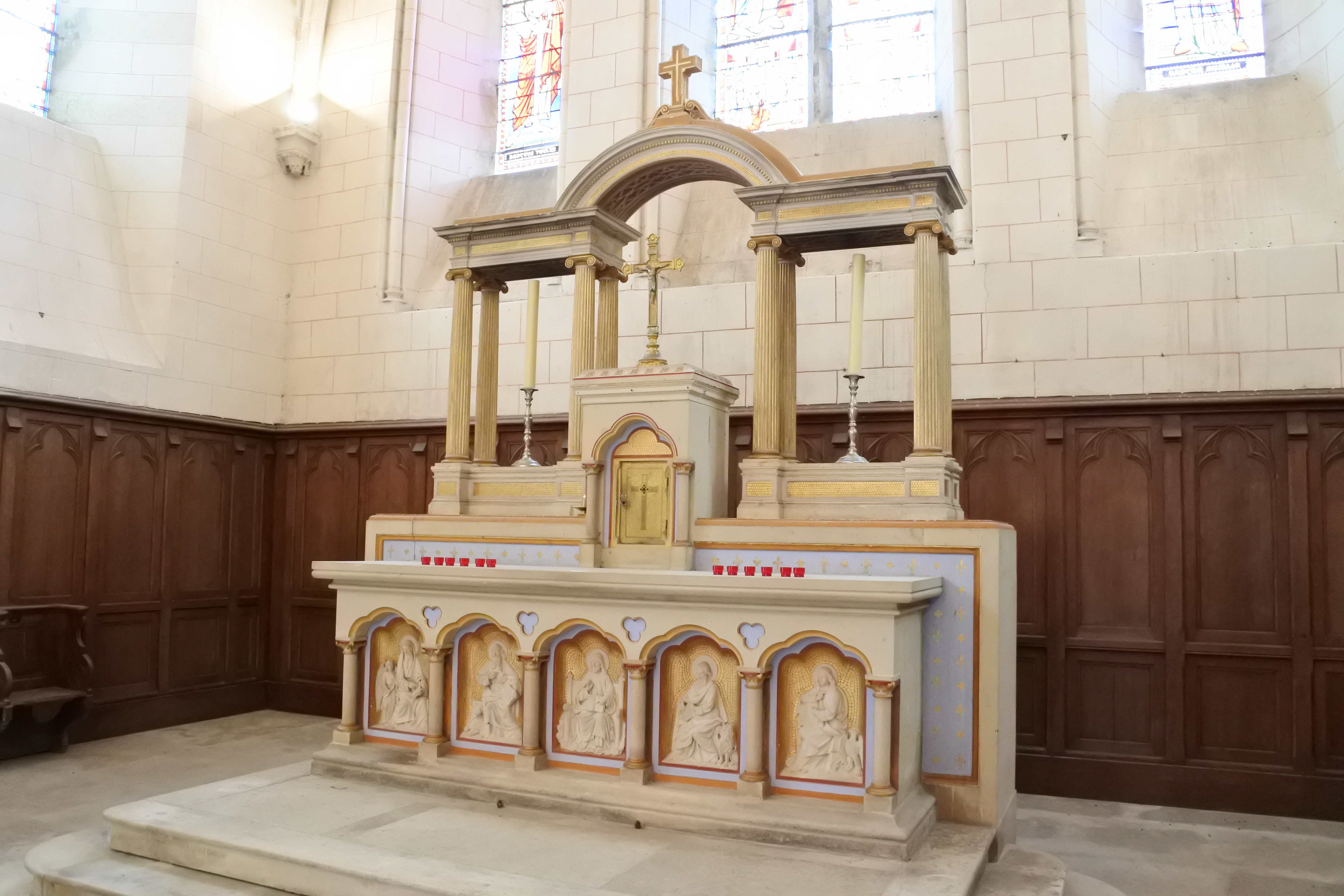
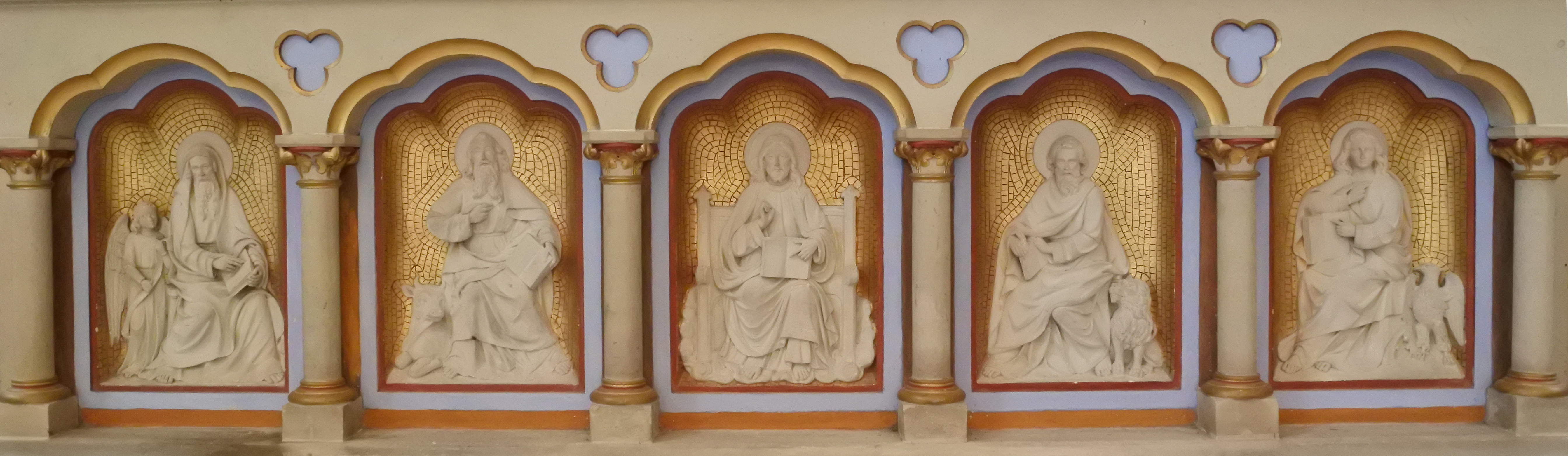
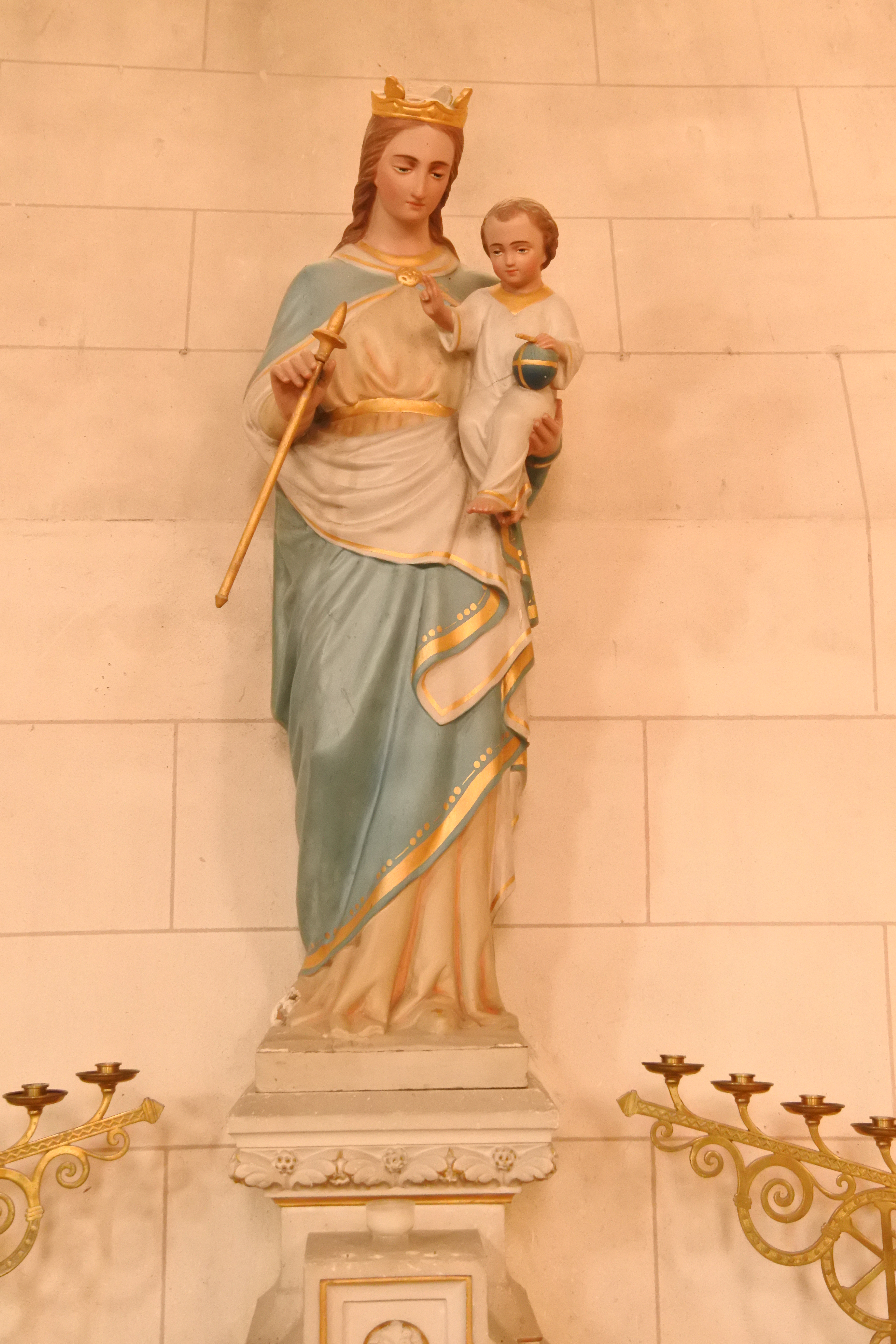
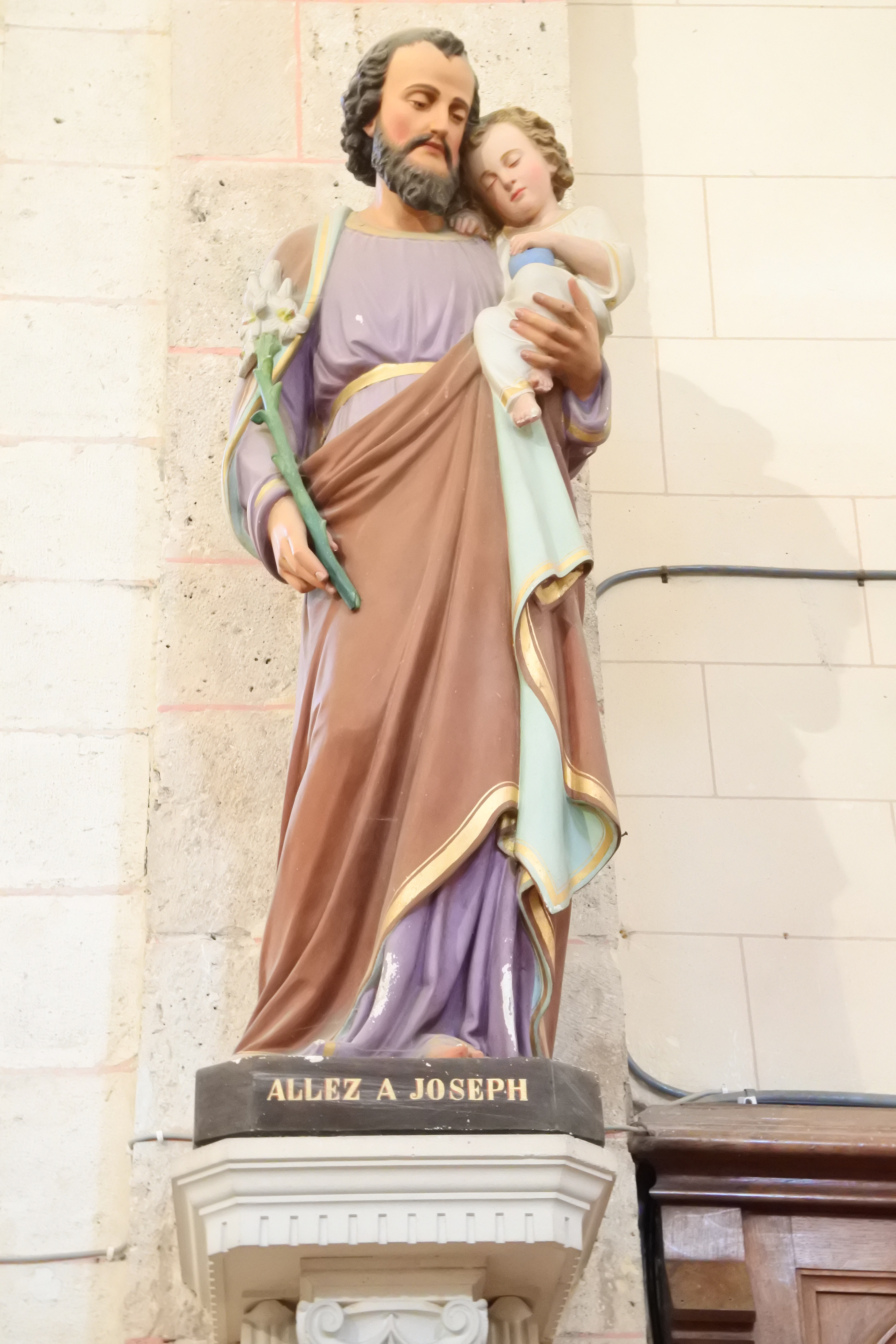
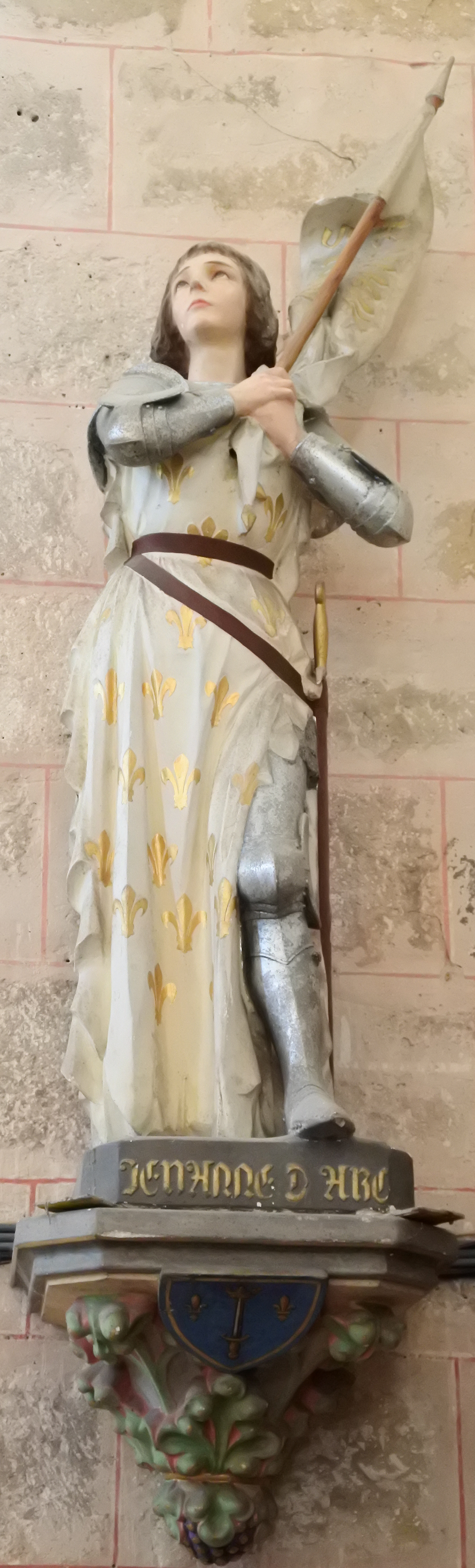
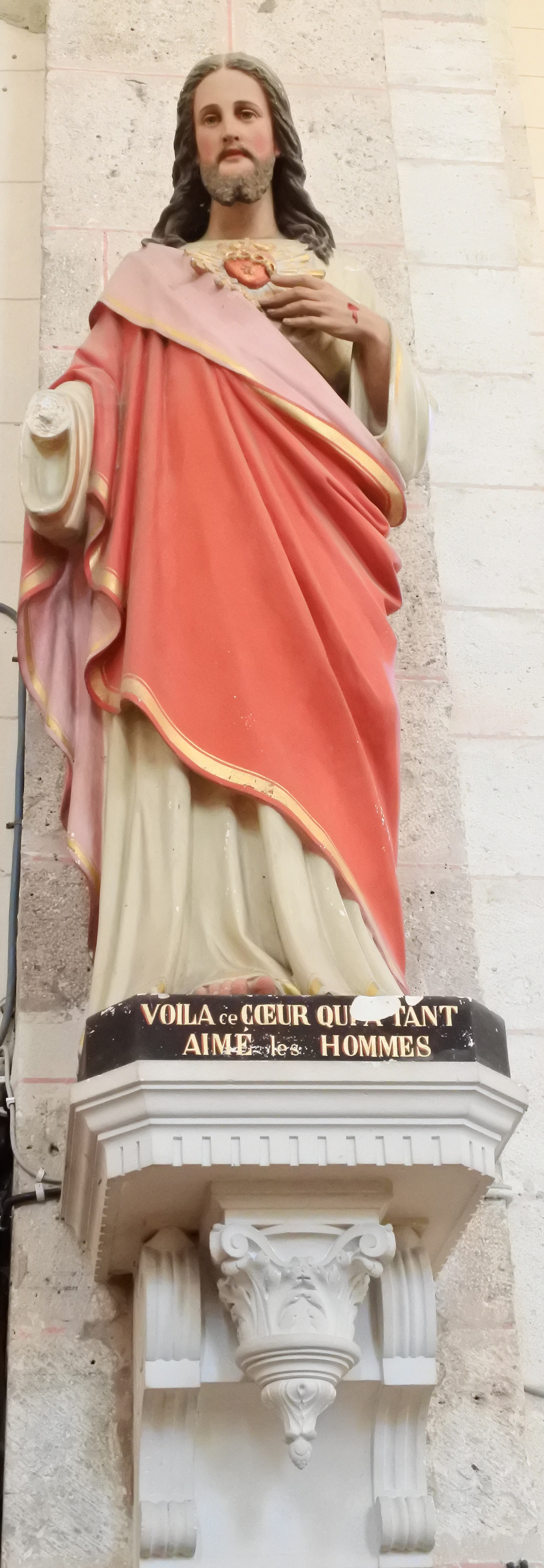
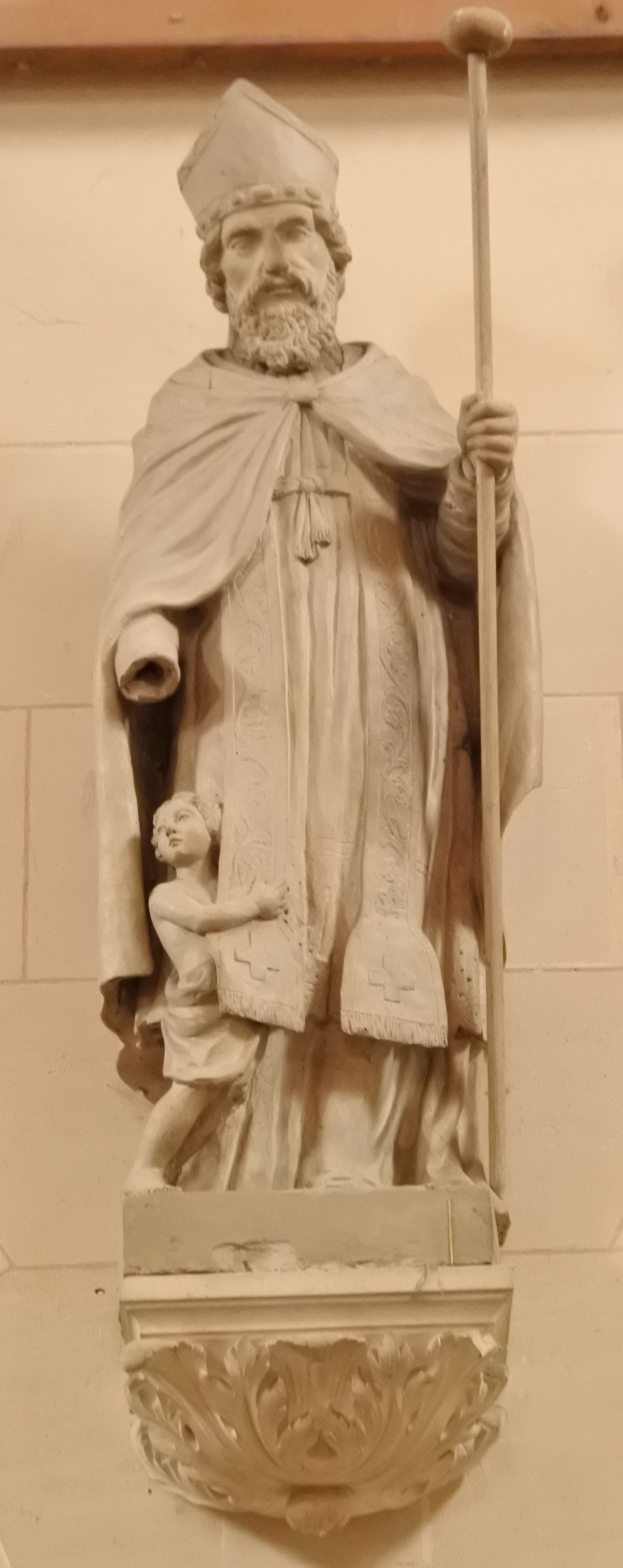
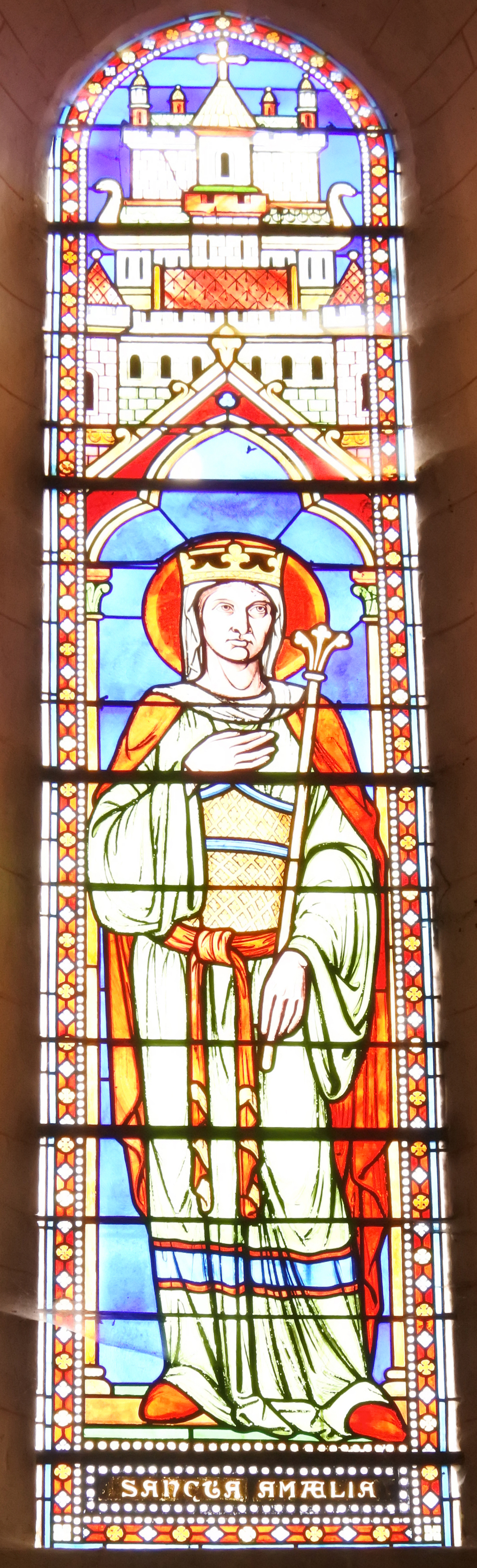
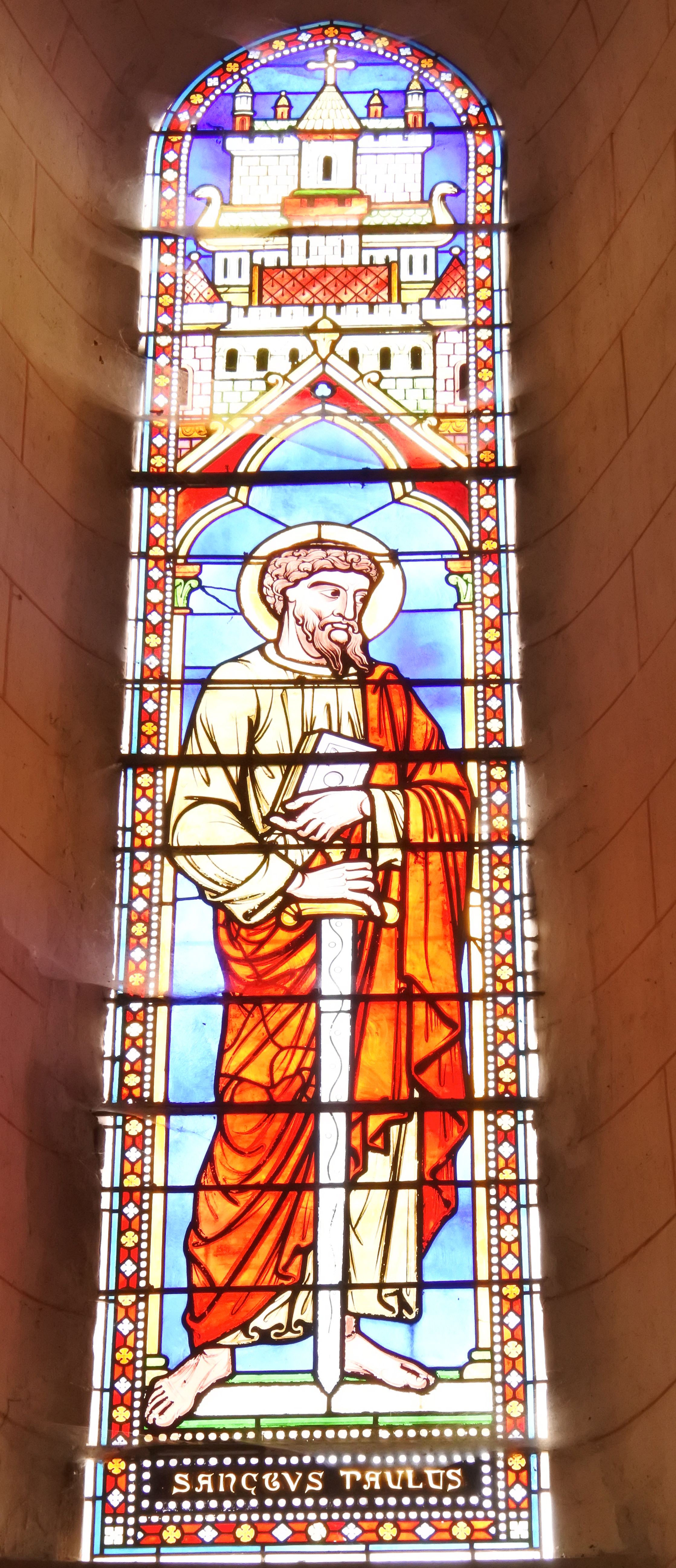
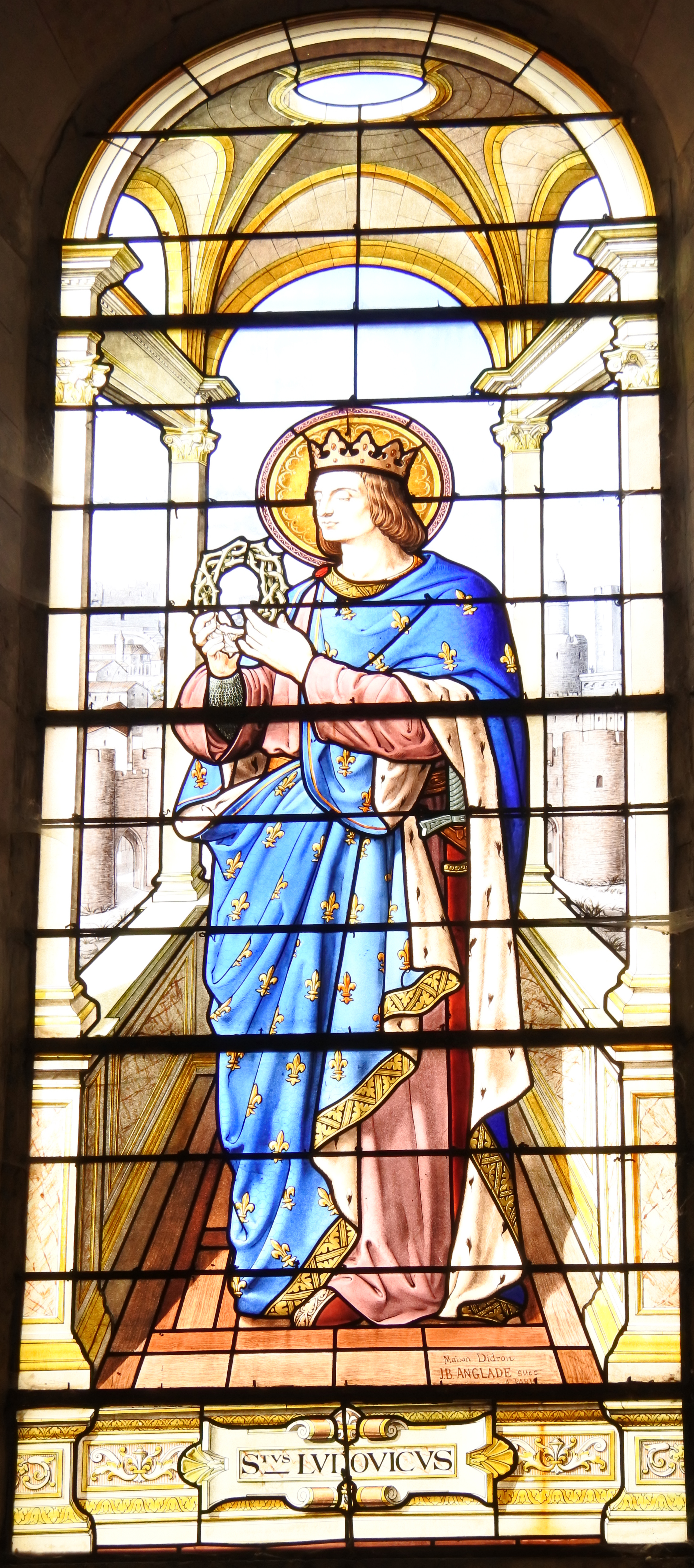
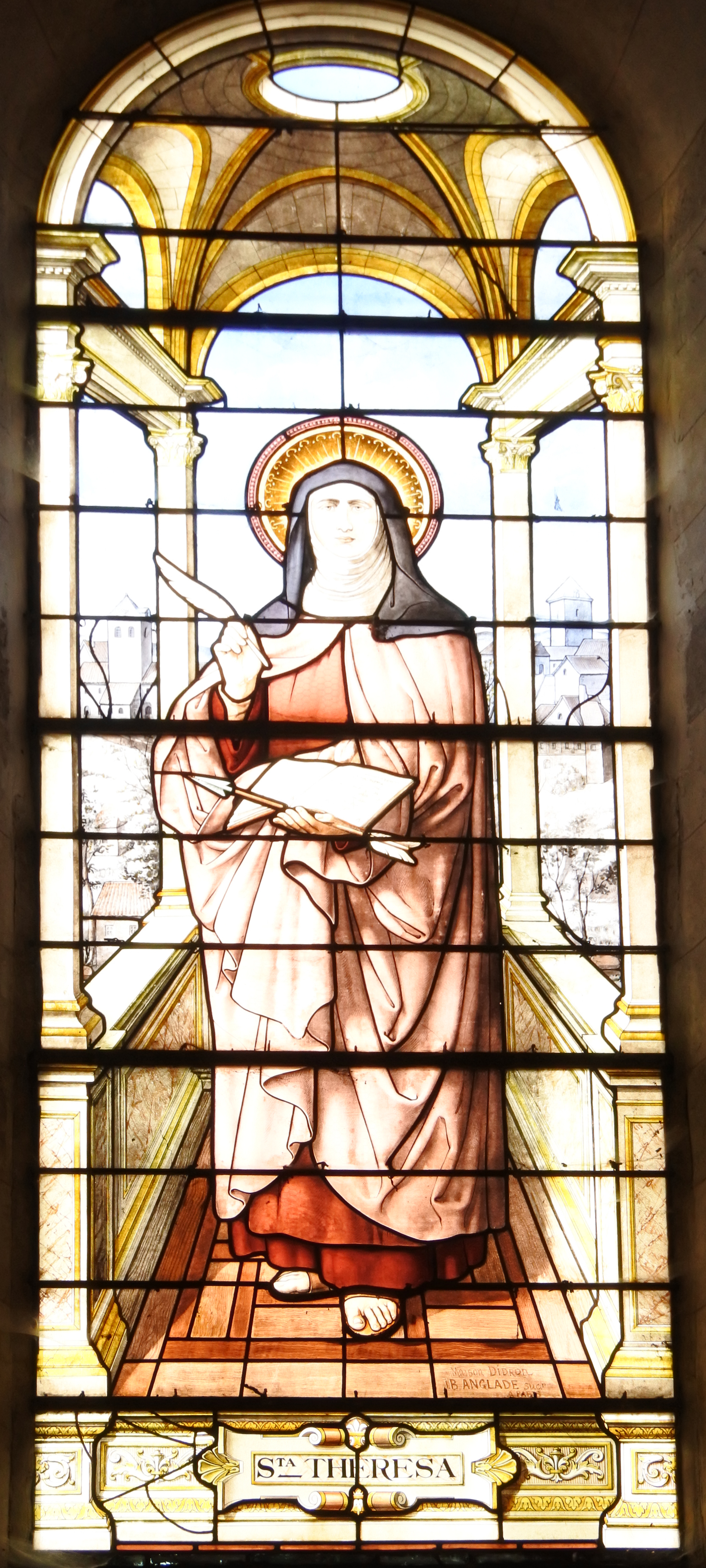
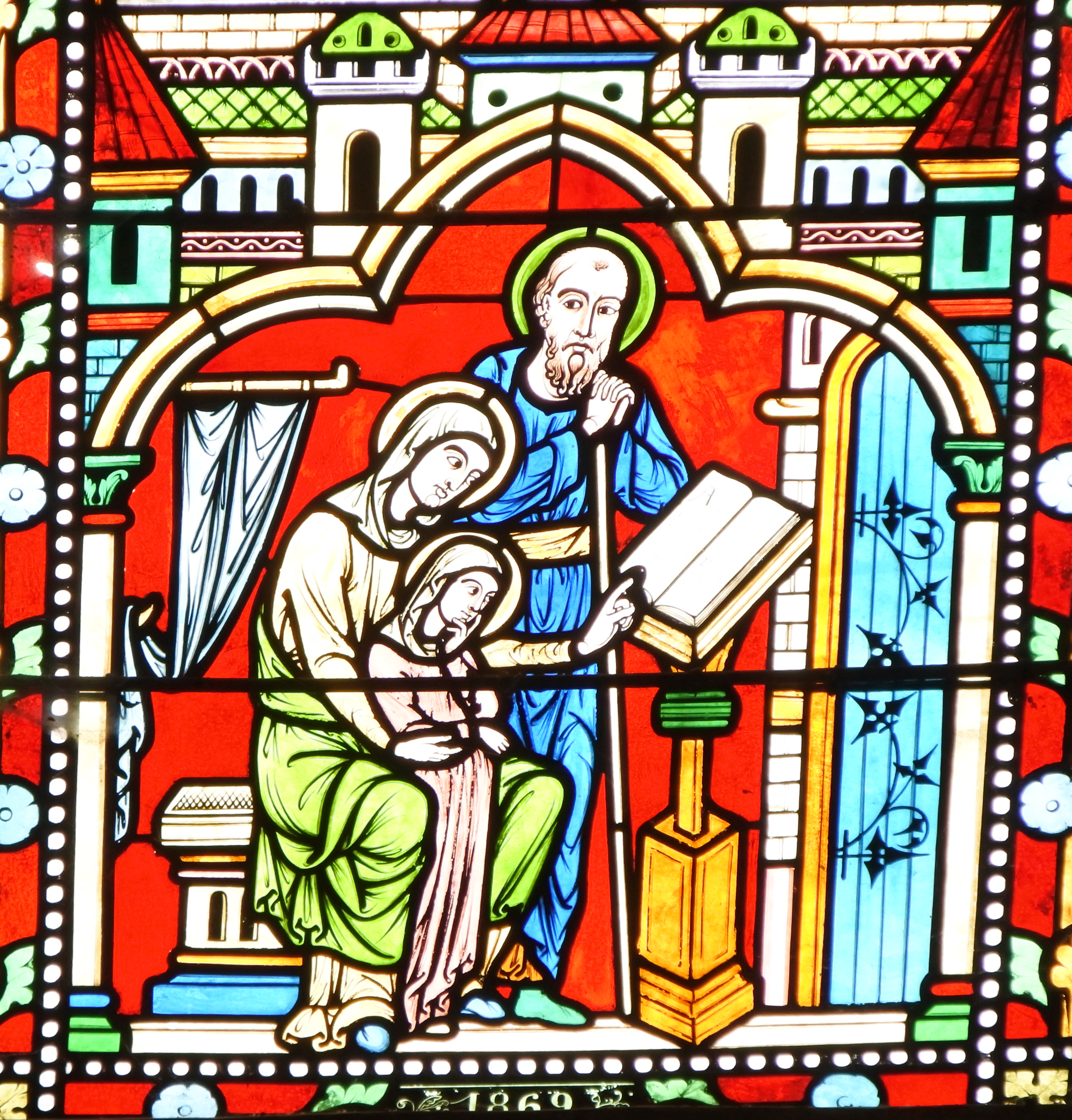
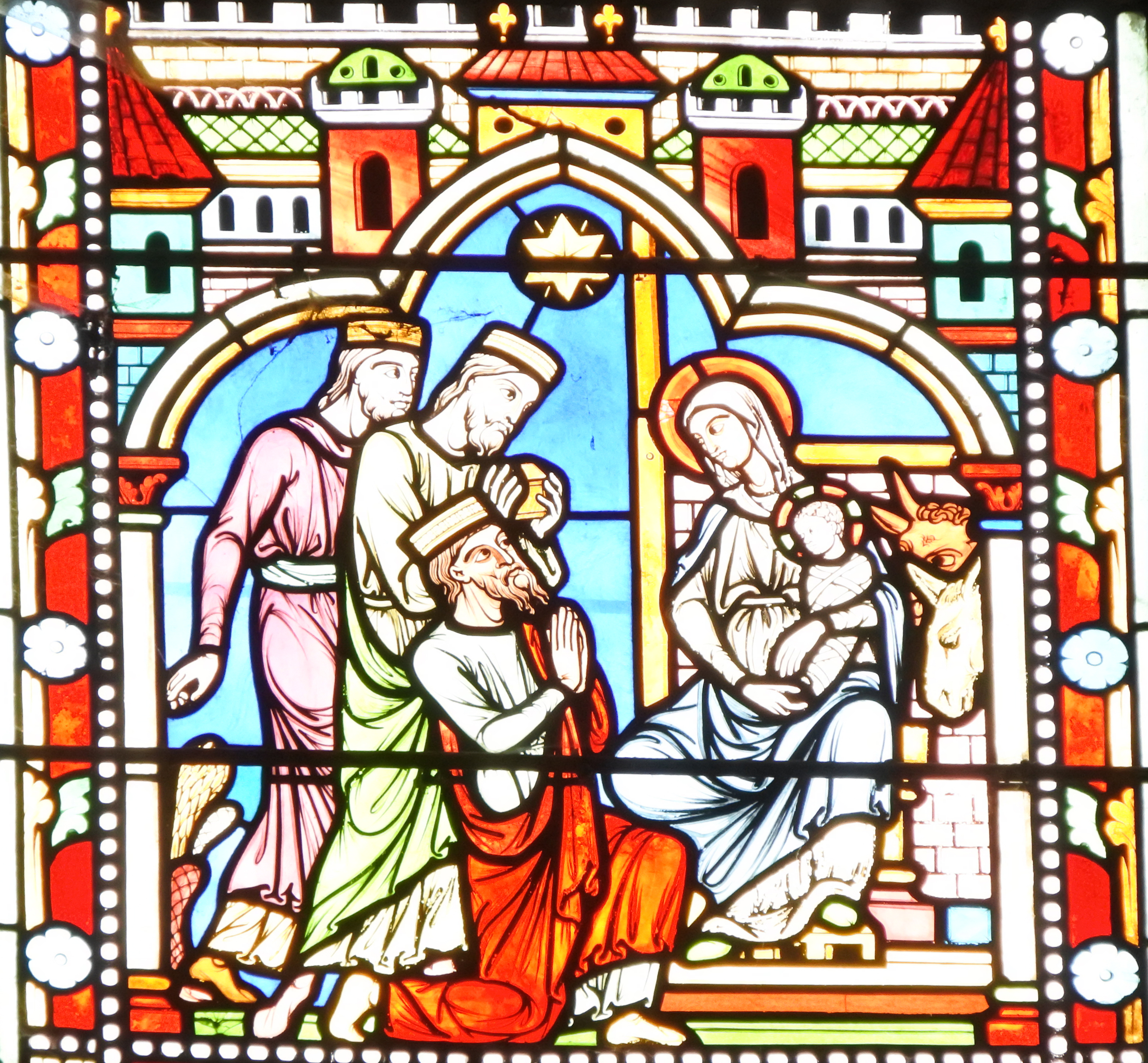
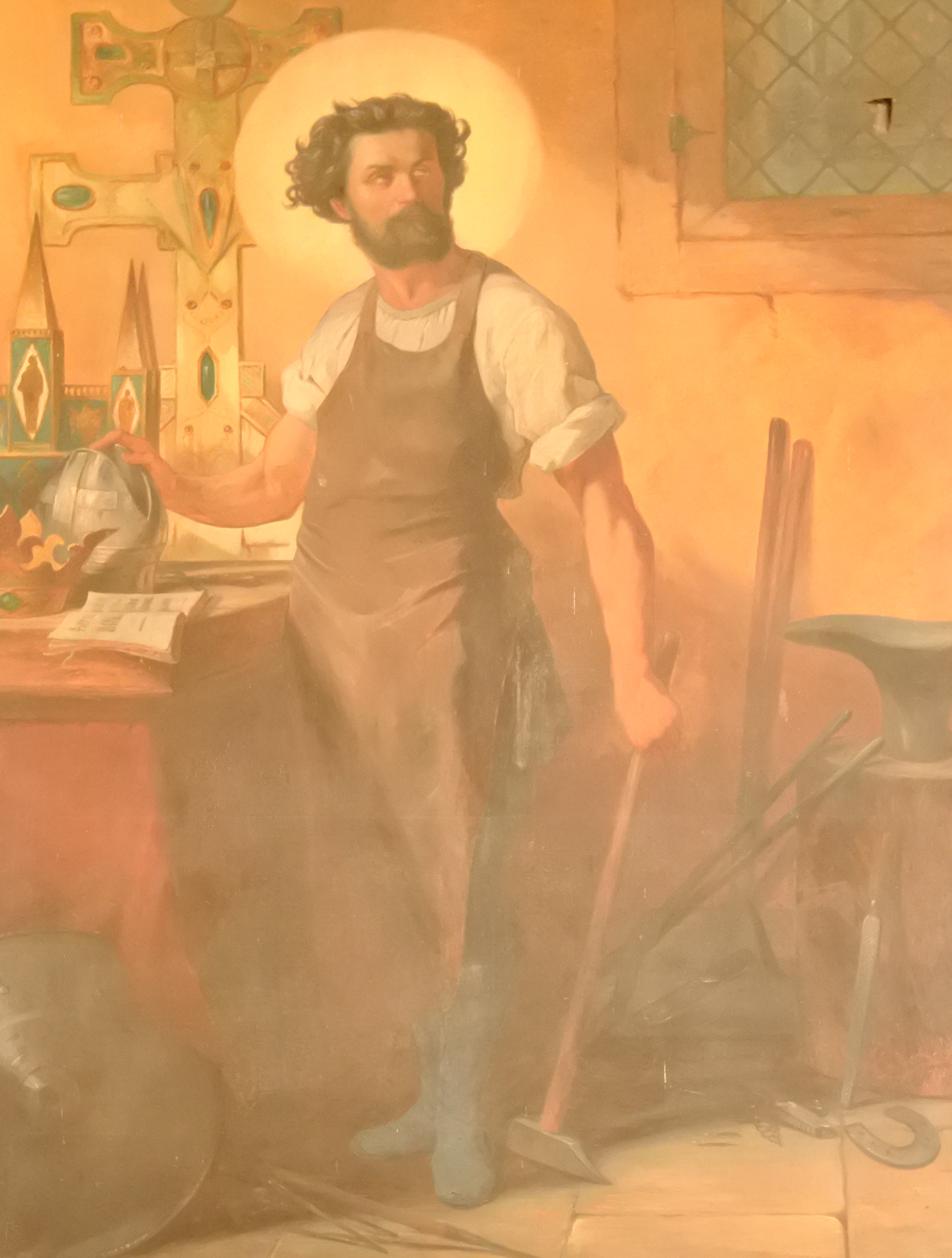
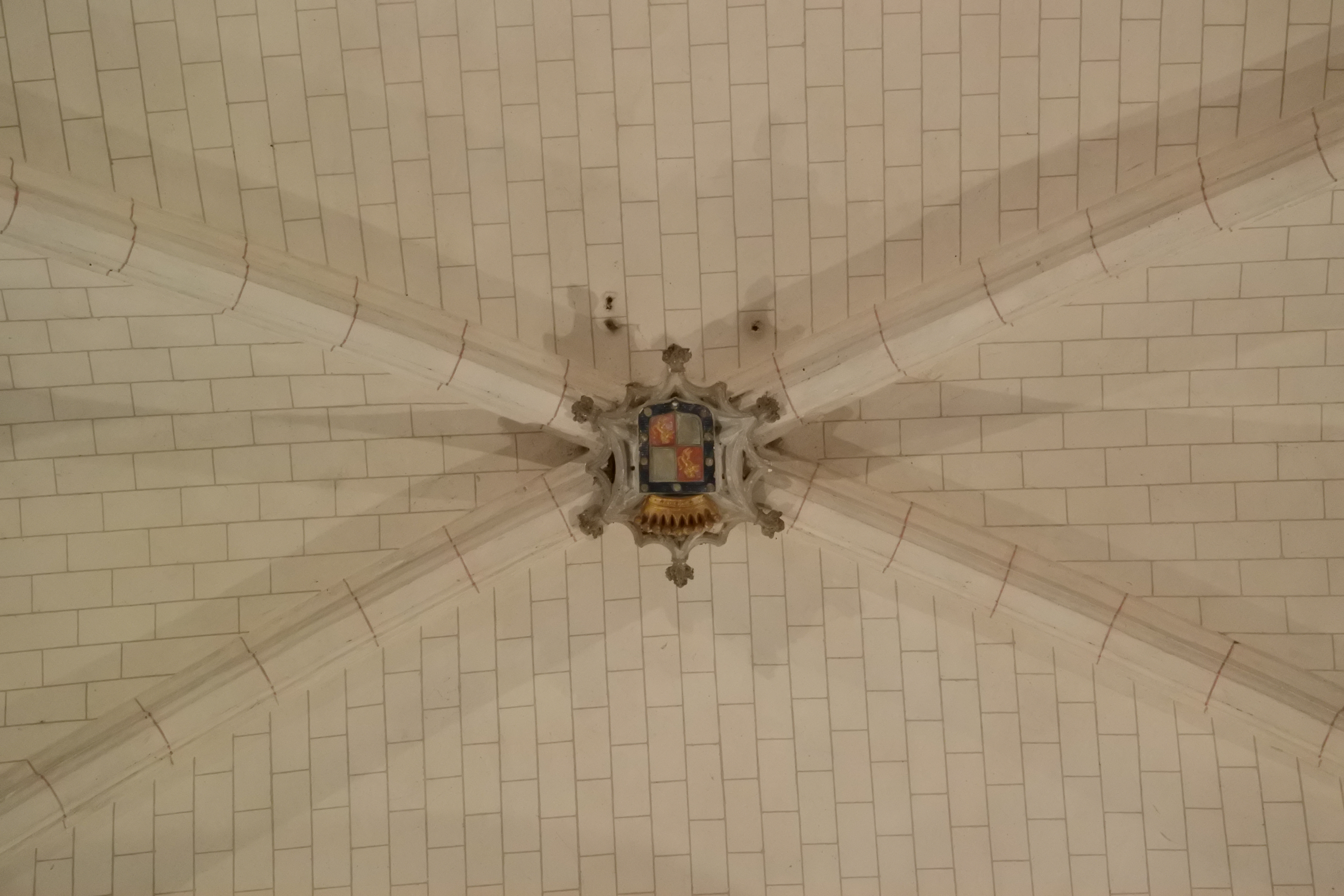

- L'église de Préaux[71].
- L'église Sainte-Anne de Lorrez-le-Bocage[72], XIIIe siècle. Elle faisait partie intégrante des fortifications. Le clocher principal est accompagné de quatre plus petits clochetons ;
  - Statuette de Saint Gengoult (église de l'Assomption et Sainte-Anne )[73]
  - Cloche en bronze[74] ;
  - Autel, gradin, tabernacle, retable, statue de la Vierge à l'Enfant, tableau d'autel représentant la Présentation de la Vierge au Temple[75] ;
  - Autel tombeau, retable architecturé et son tableau d'autel représentant l'Annonciation (autel latéral nord)[76].

Autrefois le cimetière se situait place de l'Église.
Quelques photos de l'intérieur de l'église Sainte Anne :

### Personnalités liées à la commune
- Maurice Pujo, (1872-1955), homme politique, y est né ;
- René Belin, (1898-1977), syndicaliste, homme politique, ministre du travail de 1940 à 1942.
- Jean Meckert, (1910-1995), écrivain prolétarien, également connu sous le pseudonyme de Jean Amila dans la Série noire, a vécu à Lorrez-le-Bocage pendant plusieurs décennies, il y est décédé le 7 mars 1995 et est inhumé au cimetière communal du bourg voisin, Paley ;
- Alphonse et Jean de France, fils jumeaux de Louis VIII de France et frères aînés de Saint-Louis, y naissent le 26 janvier 1213. Ils meurent en bas âge.

### Héraldique
| Blason de Lorrez-le-Bocage-Préaux | Blason  | D'azur à la fasce ondée d'argent maçonnée de sable, accompagnée, en chef, d'une clé d'or, le panneton percé en forme de cœur, posée en fasce et, en pointe, d'une levrette passante du même, accolée d'argent. |
| Blason de Lorrez-le-Bocage-Préaux | Détails | |